# Daniel Soulez Larivière
Daniel Soulez Larivière, né le 19 mars 1942 à Angers et mort le 30 septembre 2022 à Paris, est un avocat français, membre du barreau de Paris à partir de 1965.
Il a été secrétaire de la Conférence, promotion 1968.
Il est notamment membre de la commission Vedel en 1992, et de la commission Avril en 2002 et l'un des quatre associés du cabinet Soulez Larivière & Associés.

## Biographie

### Enfance et jeunesse
Daniel Soulez Larivière nait à Angers en 1942, de Furcy Soulez Larivière, président de la Chambre de commerce et d'industrie de Maine-et-Loire.
Il réside à Chambellay durant sa jeunesse, dans la maison que sa famille possède depuis la fin du XVIIe siècle et qu'il reprendra une fois adulte. Il en est par la suite conseiller municipal.
Après le bombardement d'Angers en 1944, la famille Soulez Larivière déménage à Paris.

### Formation
En 1958, Daniel Soulez Larivière obtient une bourse d'études d'un an aux États-Unis où il termine ses études secondaires en High school.
En 1965, il obtient un diplôme d'études supérieures de droit public de la faculté de droit de Paris et un diplôme de l'Institut d'études politiques de Paris. Il prête le serment d'avocat le 24 novembre 1965.

### Ministère
Daniel Soulez Larivière entre au cabinet d'Edgard Pisani, à l'époque ministre de l'Équipement, du Logement et des Transports (1966-67).
Il est chargé de la communication du ministre sous la direction de Jean-Jacques Rosé, et chargé par le ministre d'une étude sur l'urbanisme (Tendances et problèmes des villes, Tendances et problèmes de l'urbanisme).
Après l'abandon provisoire de la politique par Edgard Pisani, il décide de se consacrer au barreau.

### Avocat
Daniel Soulez Larivière est élu deuxième secrétaire de la Conférence du stage et prononce à la rentrée solennelle, en novembre 1969, un discours sur la vie et la mort du colonel Rossel, ancien chef des armées de la Commune, fusillé à 27 ans.
De très nombreuses commissions d'office lui donnent l'occasion de traiter un certain nombre d'affaires d'espionnage. Celles-ci lui feront chercher l'aide de Gilles Perrault, qui lui demandera d'animer avec lui la campagne internationale pour faire sortir de Pologne Leopold Trepper, ancien chef de l'Orchestre rouge (responsable des renseignements soviétiques pour l'Europe occidentale pendant la Seconde Guerre mondiale), qui était retenu contre sa volonté par le gouvernement antisémite du général Moczar.
Avocat de Victor Rochenoir,, lui-même avocat dans l'affaire de la Garantie foncière, il entre très vite dans le domaine du droit pénal des affaires, et poursuit ensuite une carrière très centrée sur les problèmes de construction.
En 1985, il est chargé par l'État français d'assurer sa défense ainsi que celle en Nouvelle-Zélande de ses deux agents dans l'affaire du Rainbow Warrior.
Dès les années 1980, il est très actif dans le domaine aérien, étant l'avocat retenu par la direction générale de l'Aviation civile pour défendre ses fonctionnaires lorsqu'ils étaient mis en cause après des crashs aériens.
Élu au Conseil de l'Ordre en 1988 (1988-1990), il est l'auteur d'un rapport au bâtonnier pour réformer les professions juridiques et judiciaires et préconiser la fusion des professions d'avocat et de conseil juridique. Ce rapport servira notamment de base à la loi de 1990.
En 1992, il est membre de la commission Vedel sur la réforme de la Constitution, et en 2002, membre de la commission Avril pour créer un nouveau statut pénal du chef de l'État.
Il est amené à s'occuper des affaires de grandes catastrophes (Furiani, Barbotan-les-Thermes, Mont Sainte-Odile, Concorde, Erika, AZF). Depuis 2010, il s'investit également dans la justice transigée avec les États-Unis (Security Exchange Commission (SEC), Département de la Justice (DOJ)).
Il est membre du Club des juristes,, un cercle de réflexion présidé par Bernard Cazeneuve.

### Distinctions
En 2003, Daniel Soulez Larivière a été fait chevalier dans l'ordre national de la Légion d'honneur, puis en 2016 promu officier.
L'Académie française lui a remis le prix Biguet en 2007 avec Caroline Eliacheff pour leur essai Le Temps des victimes.

### Mort
Daniel Soulez Larivière décède d'une chute accidentelle, le 30 septembre 2022, à l'âge de 80 ans.

### Famille
Fils de Furcy Soulez (1901-1994) et de son épouse, née Suzanne Larivière (1899-1967).
Daniel Soulez Larivière est le père du scénariste et réalisateur Hadrien Soulez Larivière et de Victoire Lester.

## Publications

### En qualité d'auteur principal
- 1982 : L'Avocature[18],[19] : “Maître, comment pouvez-vous défendre... ?”, Ramsay, coll. « Document », 400 p.  (ISBN 2-85956-300-8) ; nouv. éd. Seuil, coll. « L'Épreuve des faits », 1995, 356 p.  (ISBN 2-02-023510-2)
- 1987 : Les Juges dans la balance, Ramsay, 328 p.  (ISBN 2-85956-591-4) ; nouv. éd. mise à jour Seuil, coll. « Points. Politique » (no 137), 1990, 345 p.  (ISBN 2-02-012090-9)
- 1990 : Justice pour la justice, Seuil, coll. « L'Épreuve des faits », 284 p.  (ISBN 2-02-011546-8)
- 1993 : Du cirque médiatico-judiciaire et des moyens d'en sortir, Seuil, coll. « Essai politique », 186 p.  (ISBN 2-02-021482-2)
- 1997 : Grand soir pour la justice, Seuil, coll. « Essais », 174 p.  (ISBN 2-02-032215-3)
- 1998 : Dans l'engrenage de la justice : Cela n'arrive pas qu'aux autres, Albin Michel, 1998, 248 p.  (ISBN 2-226-10071-7)
- 1999 : Lettres à un jeune avocat, Paris, Balland, coll. « Lettres à un jeune », 1999, 222 p. (ISBN 978-2-7158-1212-3 et 2-7158-1212-4)
- 2002 : La justice à l'épreuve, avec Jean-Marie Coulon, Odile Jacob, 335 p.  (ISBN 2-7381-1177-7)
- 2006 : Le temps des victimes, avec Caroline Eliacheff, Albin Michel, 293 p.  (ISBN 978-2-226-17514-4)
- 2014 : La transparence et la vertu, Albin Michel, 185 p.  (ISBN 978-2-226-25377-4)
- 2017 : Face aux juges : Ce que tous les honnêtes gens doivent savoir, Albin Michel, 155 p.  (ISBN 978-2-226-39384-5)
- 2019 : L'Avocature[20] (Nouvelle édition, entièrement refondue et augmentée), Gazette du Palais-Lextenso Editions, 391 p.  (ISBN 978-2-901626-93-0)
- 2020 : Paroles d'avocats: Anthologie d'éloquence judiciaire, Gazette du Palais-Lextenso Editions, 510 p.  (ISBN 978-2-901626-03-9)
- 2022 : Anatomie d'un fiasco judiciaire. L'affaire AZF, Albin Michel, 224 p.  (ISBN 978-2226476524)
- 2023 : Deux générations, un barreau. Dialogue d'avocats sur un paysage judiciaire (avec Marie Dosé), Dalloz, 400 p. [21]

### En qualité de directeur de publication ou d'éditeur scientifique
- 1992 : Les pratiques professionnelles du pénal : Droit pénal, droit pénal des affaires, droit pénal spécial, procédure pénale, Triangle, 5 vol.  (ISBN 2-84032-001-0, 2-84032-002-9, 2-84032-003-7, 2-84032-004-5, 2-84032-005-3 et 2-84032-006-1)
- 1994 : Paroles d'avocats, Hermann, coll. « Savoir. Cultures », 443 p.  (ISBN 2-7056-6252-9) ; nouv. éd. 2010, 415 p.  (ISBN 978-2-7056-7028-3)
- 2002 : Notre justice : Le livre vérité de la justice française, avec Hubert Dalle (dir.), Robert Laffont, 444 p.  (ISBN 2-221-09585-5)

### En qualité de contributeur
- 1989 : Charles Villeneuve, Le glaive et la balance : 25 grandes affaires judiciaires, adapt. Jérôme Nobécourt, Cie 12, 283 p.  (ISBN 2-903866-18-X)

- 1995 : Gilles Perrault, Héloïse Mathon, Jean-Denis Bredin et Jean-François Le Forsonney, Christian Ranucci, vingt ans après, Julliard, 275 p.  (ISBN 978-2-260-01091-3)
- 2013 : Antoine Garapon (dir), Pierre Servan Schreiber (dir.), Deals de justice, Le marché américain de l’obéissance mondialisée, PUF, 208 p. (ISBN 978-2-13-062763-0)

En qualité de préfacier :
- 1991 : Laurent Bove (dir.), Théâtre & justice, Quintette, 120 p.  (ISBN 2-86850-044-7)Textes du débat Théâtre et justice, état et démocratie tenu au Palais de justice de Paris le 9 décembre 1989